# Plamena Getowa

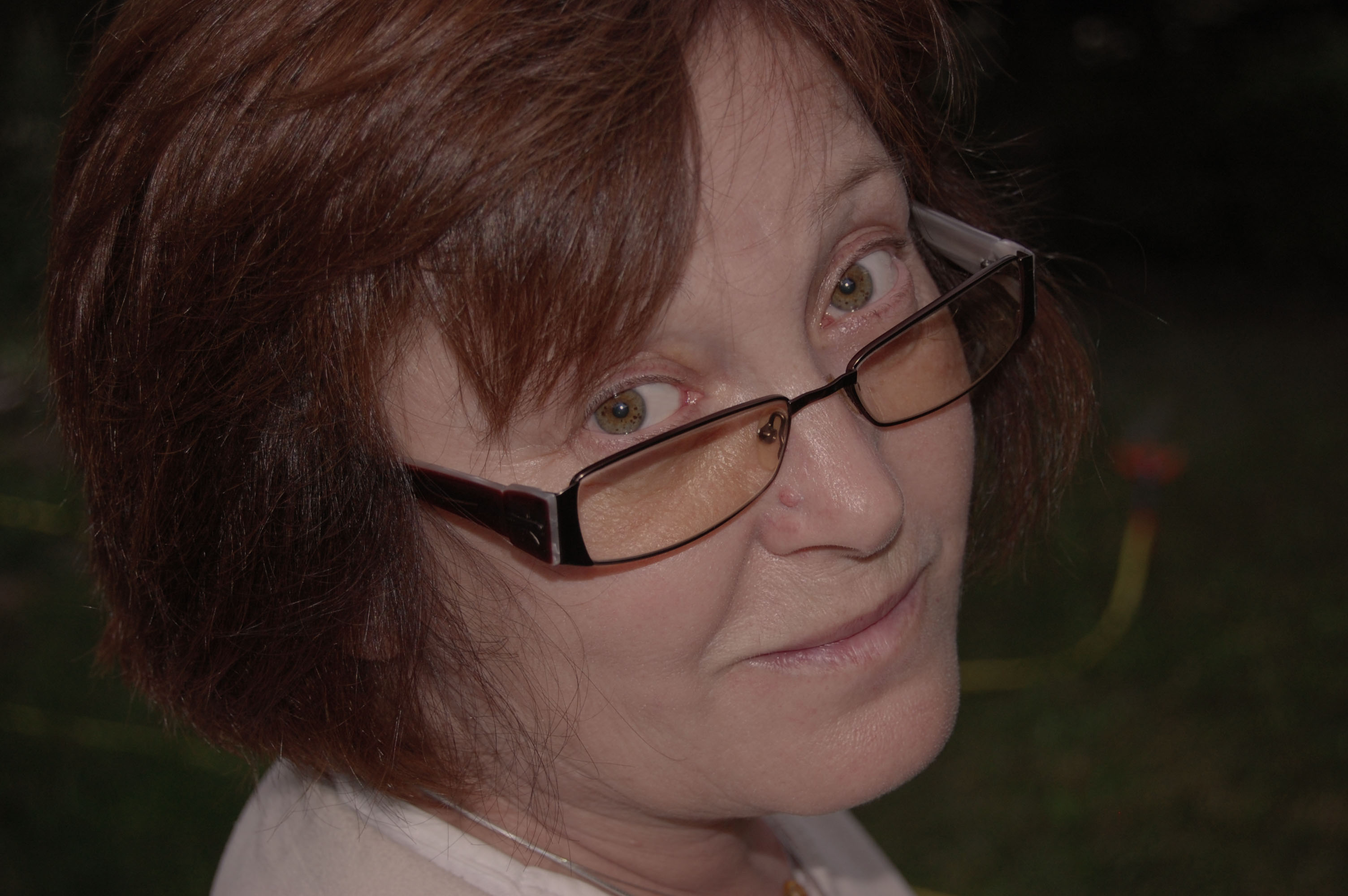
Plamena Getowa (2010)

Plamena Awramowa Getowa (bulgarisch Пламена Аврамова Гетова; * 1. Juni 1953 in Montana) ist eine bulgarische Schauspielerin.

## Leben
Von 1976 bis 1980 studierte Plamena Awramowa Getowa Schauspiel an der Nationalen Akademie für Theater- und Filmkunst „Krastjo Sarafow“ in Sofia. Seitdem spielte sie mehr als 100 Theaterrollen und war in mehr als 30 Spielfilmen zu sehen.

## Filmografie (Auswahl)
- 1977: Der Vorteil (Авантаж)
- 1983: Gleichgewicht (Равновесие)
- 1983: Rosen für die Sängerin (За госпожицата и нейната мъжка компания)
- 1985: Der Tod kann warten (Смъртта може да почака)
- 1987: Landung auf der Erde (Приземяване)
- 2001: Vercingétorix – Kampf gegen Rom (Vercingétorix)